# Aeropuerto de Ust-Koksa
El aeropuerto de Ust-Koksa (en ruso: Аэропорт Усть-Кокса; ; ICAO: UNBU; IATA: ), es un aeropuerto local en la república de Altái, en Rusia. Está situado a 7 km al este de Ust-Koksa. 
El espacio aéreo está controlado desde el FIR de Barnaúl (ICAO: UNBB)

## Pista
Cuenta con una pista  de grava en dirección 09/27 de 1.300x35 m (4.265x115 pies) con un pavimentado deficiente y comodidades espartanas.
El pavimento es del tipo 11/B/Z/U, lo que permite un peso máximo al despegue de 17,5 toneladas y lo hace apto para pequeñas aeronaves de transporte.